# Junoon
Junoon (urdu: جنون, hindi: जुनून, tłum.: Obsesja) to bollywoodzki dramat historyczny z 1978 w reżyserii Shyam Benegala, autora Zubeidaa, czy Welcome to Sajjanpur. W rolach głównych  Shashi Kapoor, Nafisa Ali, Shabana Azmi, Kulbhushan Kharbanda i nagrodzony Filmfare Naseeruddin Shah. Film jest ekranizacją opowiadania Lot gołębi napisanego przez Ruskin Bonda, autora też sfilmowanej The Blue Umbrella. Przedstawia on na tle powstania sipajów z 1857 roku historię braci z rodu Pasztunów. Dwaj z nich zbrojnie walczą z Brytyjczykami o wolność Indii, trzeci żyje jak urzeczony miłością do Angielki.To historia indyjskiego marzenia o wolności, które wówczas utopione w krwi spełniło się dopiero 90 lat później w 1947 roku. To także historia miłości, w której zakochanych dzieli zbyt wiele – kolor skóry, religia, a także przynależność do narodu najeźdźców i podbitych.

## Opis fabuły
1847 rok. W brytyjskiej armii dochodzi do buntu indyjskich żołnierzy- sipajów. Oburzenie ich wzbudziła pogarda jaką Brytyjczycy okazali Indusom wprowadzając w armii naboje smarowane tłuszczem. Muzułmanów oburzyło użycie do tego wieprzowiny, hindusów wołowiny. Indusi obu wyznań zjednoczyli się w buncie przeciwko nieliczeniu się z ich religijnymi zakazami.  Zbierana przez ponad sto lat wrogość do najeźdźcy wybucha z całą siłą. Powieszenie jednego z pierwszych rebeliantów Mangal Pandeya spotęgowało gniew. Wojna rozprzestrzenia się na całe Indie. W Delhi ogłoszono niepodległość Indii pod rządami Shahadura Shaha Zafara. W kraju ogarniętym płomieniem walki łatwiej o jedność, ale i o podział. Muzułmanie walczą ramię w ramię z hindusami zabijając Brytyjczyków. W muzułmańskiej rodzinie Pasztunów dochodzi do podziału. Sarfaraz (Naseeruddin Shah) i Rashid Khan ruszają do walki, natomiast ich brat Javed (Shashi Kapoor) żyje w swoim świecie, pełen czułości dla hodowanych gołębi, obojętny wobec bezpłodnej żony (Shabana Azmi) urzeczony Angloinduską Ruth (Nafisa Ali). Biali zostają zaatakowani w kościele. Od szabli Sarfaraza ginie ojciec Ruth. Ją, matkę i babkę ocala Hindus Lalal Ramlimal (Kulbhushan Kharbanda). Javed, prześladujący Ruth dotychczas tylko spojrzeniem zabiera kobiety do siebie. Chce je ocalić przed grożącą im śmiercią, ale ku oburzeniu i rozpaczy Firaus (Shabana Azmi) stawia warunek – Ruth ma zostać jego drugą żoną. Zdesperowana matka Ruth zgadza się, ale... Javed może poślubić Ruth tylko wtedy, gdy zwycięstwo Indusów nad Brytyjczykami będzie ostateczne, gdy obronią przed nimi Delhi.

## Obsada
- Shashi Kapoor ... Javed Khan
- Jennifer Kendal ... Mariam Labadoor, matka Ruth (Nagroda Filmfare dla Najlepszej Aktorki Drugoplanowej)
- Naseeruddin Shah ... Sarfaraz Khan, brat Javeda (Nagroda Filmfare dla Najlepszego Aktora Drugoplanowego)
- Shabana Azmi ... Firdaus, Javeda żona
- Nafisa Ali ... Ruth Labadoor
- Kulbhushan Kharbanda ... Lalal Ramjimal
- Sushma Seth ... Javed Khan's chachi
- Tom Alter ... p. Labadoor
- Amrish Puri ... narrator
- Benjamin Gilani ... Rashid Khan, brat Javeda
- Deepti Naval... żona Rashida

## Muzyka i piosenki
Autorem muzyki jest Vanraj Bhatia – teksty: Praveen, Amir Chosrou, Jigar Moradabadi i Sant Kabir.
1. "Khusro rain piya ki jaagi pee ke sang" – Jamil Ahmad
2. "Ishq ne todi sar pe qayamat" – Mohammad Rafi
3. "Come live with me and be my love" – Jennifer Kendal
4. "Phir aaye kari ghata matwali sawan ki" – Asha Bhosle, Varsha Bhosle